# Championnat des Fidji de football 2016
Navigation
Saison précédente Saison suivante
La saison 2016 du Championnat des Fidji de football est la quarantième édition du championnat de première division aux Fidji. 
Le championnat regroupe huit équipes du pays au sein d'une poule unique, où ils s'affrontent deux fois au cours de la saison, à domicile et à l'extérieur. À la fin de la compétition, le dernier du classement est relégué et remplacé par le champion de deuxième division.
C'est le Ba FC, qui remporte la compétition cette saison, après avoir terminé en tête du classement final, avec trois points sur le Rewa FC et huit sur Lautoka FC. Il s'agit du vingtième titre de champion des Fidji de l'histoire du club.
Comme lors de l'édition précédente, le champion des Fidji et son dauphin sont automatiquement qualifiés pour la phase de groupe de la prochaine Ligue des champions.

## Les clubs participants
| - Ba FC - Lautoka FC - Dreketi FC - Promu de D2 - Rewa FC | - Labasa FC - Nadi FC - Nadroga FC - Suva FC |

## Compétition

### Classement
Le barème utilisé pour établir le classement est le suivant :
- Victoire : 3 points
- Match nul : 1 point
- Défaite : 0 point

| Rang | Équipe      | Pts | J  | G  | N | P  | Bp | Bc | Diff |
| ---- | ----------- | --- | -- | -- | - | -- | -- | -- | ---- |
| 1    | Ba FC       | 32  | 14 | 10 | 2 | 2  | 30 | 11 | +19  |
| 2    | Rewa FC     | 29  | 14 | 9  | 2 | 3  | 24 | 16 | +8   |
| 3    | Lautoka FC  | 24  | 14 | 7  | 3 | 4  | 33 | 16 | +17  |
| 4    | Suva FC     | 18  | 14 | 5  | 3 | 6  | 21 | 32 | -11  |
| 5    | Labasa FC   | 18  | 14 | 5  | 3 | 6  | 19 | 14 | +5   |
| 6    | Nadi FC'T'C | 15  | 14 | 4  | 3 | 7  | 14 | 22 | -8   |
| 7    | Dreketi FCP | 13  | 14 | 3  | 4 | 7  | 14 | 32 | -18  |
| 8    | Nadroga FC  | 9   | 14 | 3  | 0 | 11 | 13 | 25 | -12  |

|  | Qualification pour la Ligue des champions de l'OFC 2017                                |
|  | Relégation en deuxième division                                                        |
|  | T : Tenant du titre C : Vainqueur de la Coupe des Fidji P : Promu de deuxième division |

## Bilan de la saison
| Championnat des Fidji de football 2016                   |                   |
| Champion                                                 | Ba FC (20e titre) |
| Coupes et trophées                                       |                   |
| Vainqueur de la Coupe des Fidji 2016                     | Nadi FC           |
| Qualifications continentales                             |                   |
| Ligue des champions de l'OFC 2017                        | Ba FC             |
| Ligue des champions de l'OFC 2017                        | Rewa FC           |
| Promotions et relégations                                |                   |
| Promus en Fiji Sun/GP Batteries National Football League | Rakiraki FC       |
| Relégués en Premier Division                             | Nadroga FC        |